# Sydney Shoemaker
Pour les articles homonymes, voir Shoemaker.
Sydney Shoemaker, né le 29 septembre 1931 à Boise (Idaho) et mort le 3 septembre 2022,, est un philosophe américain du courant analytique. 
Il a terminé sa carrière comme professeur émérite à l'université Cornell dans l'État de New York, étant principalement connu pour ses contributions en philosophie de l'esprit et en métaphysique.

## Carrière
Sydney Shoemaker obtient son Ph. D. en philosophie à l’université Cornell sous la supervision de Norman Malcolm. Il enseigne pendant presque toute sa carrière dans cette même université. En 1971, il conduit les conférences John Locke à l'université d'Oxford. 
Les philosophes John Perry, Richard Moran et Susanna Siegel comptent parmi ses nombreux élèves.

### Philosophie
Sydney Shoemaker écrit à partir des années 1960 de nombreux articles devenus des classiques de la métaphysique et de la philosophie de l'esprit, notamment sur l'identité personnelle. En 1963, il publie Self-Knowledge and Self-Identity, où est présentée pour la première fois une réflexion philosophique s'appuyant sur l'expérience de pensée de la transplantation du cerveau. Cette expérience de pensée, très souvent reprise et commentée, devient dès les années 1970 un lieu commun de la philosophie de l'esprit, mais elle s'inscrit chez Shoemaker dans une stratégie argumentative destinée à justifier le fonctionnalisme. C'est dans une perspective fonctionnaliste qu'il privilégie en effet le critère psychologique, plutôt que physique ou corporel, dans la définition de l'identité personnelle.